# L'école est finie (chanson)
Pour les articles homonymes, voir L'école est finie.
Singles de Sheila
On a juste l'âge
(1962) Papa t'es plus dans l'coup
(1963)
Pistes de Le Sifflet des copains - L'école est finie
Papa t'es plus dans l'coup
L'école est finie est une chanson de Sheila, sortie en février 1963 sur son deuxième 45T EP. C'est un des grands succès de 1963, celui qui lance Sheila.

## Histoire de la chanson
Le thème musical et l'idée du texte est de Claude Carrère, un ancien chanteur voulant à l'époque devenir un producteur et qui, intéressé par la musique country et le rock, est persuadé que ce type de musique à sa place en France. Il est associé à Jacques Plait. Sheila est une jeune chanteuse de 16 ans (presque 17 comme indiqué dans la chanson), encore peu connue et sur laquelle il mise, s'occupant non seulement de lui constituer un répertoire mais aussi de lui construire une image compatible avec ce répertoire,.
En élaborant ce titre, il entend la sonnerie d'une cloche d'école, Rue Caulaincourt à Paris, et décide d'en faire un gimmick en début de refrain.

## Accueil
C'est le premier véritable tube de Sheila, le titre qui va véritablement lui permettre d'acquérir une forte notoriété en France, et l'un des plus grands succès de l'année 1963. « Je me rappelle », raconte Sheila sur sa notoriété soudaine, « que j'ai pris le métro avec ma première couverture de magazine. J'étais assise dans la rame avec la Une du journal en évidence. Et les gens ne faisaient pas le lien entre moi et la photo. [...] Après L'école est finie, je ne pouvais plus descendre de chez moi pour acheter une baguette de pain. Les gens couchaient sur mon paillasson ».

## Fiche artistique
- Titre : L'école est finie
- Paroles : Jacques Hourdeaux / André Salvet
- Musique : Claude Carrère
- Interprète d’origine : Sheila sur le 45 tours EP Philips 432866
- Arrangements et direction musicale : Sam Clayton
- Producteur : Claude Carrère
- Année de production : 1963
- Éditeur :  Raoul Breton
- Parution : Février 1963
- Durée : 02:32

## Vidéos
L'école est finie a fait l'objet de deux versions différentes de Scopitone (clip de l'époque) dont le premier filmé par Claude Lelouch :
- Un scopitone (référence A-150) tourné sur un tourniquet et au bord d'une rivière.
- Une autre vidéo, tournée sur une bicyclette dans les rues d'une ville belge.

## Classements
| Meilleur Classement | Meilleur Classement | Meilleur Classement | Meilleur Classement |
| France              | Belgique            | Suisse              | Canada              |
| ------------------- | ------------------- | ------------------- | ------------------- |
| 1                   | 1                   | -                   | -                   |

## L'école est finieen CD
- 1963 - Le Sifflet des copains - L'école est finie
- 2006 - Juste comme ça (double album) - CD Warner
- 2008 - Toutes ces vies - Les chansons incontournables - CD Warner Rhino 5144278712

## Reprises
En Français:
- 1963 - Joël Denis
- 1964 - Denis Pantis
- 1964 - Tonia
- 1964 - Roger Pierre / Jean-Marc Thibault
- 1972 - Les Poppys
- 1986 - Génération 60
- 1989 - Jacky
- 1997 - Sabine Azéma (dans le film On connaît la chanson)
- 2003 - Priscilla
- 2012 - Salut Les Copains
- 2018 - Antigoni katsouri (dans le film L'école est finie)

Autres langues:
- 1964 - Black Devil (Keine Schule Mehr) (Allemagne)
- 1964 - Peggy Peters (Keine Schule Mehr) (Allemagne)
- 1964 - Billie Davis (The school is over) (Royaume-Uni/Etats-Unis)
- 1964 - Tonia (De school is uit) (Belgique)
- 1964 - Simona Sivori (La scuola e finita) (Italie)
- 1965 - Duo rubam (La clase acabo) (Espagne)
- 1966 - Leda Moreno (Se acabo la escuela) (Mexique)
- 1969 - Vanja Stojkovic (Zavrisla se skola) (Danemark)
- 1983 - Anthony Flemming (Slut med skolen) (Finlande)